# بلال بريكي
بلال بريكي ممثل تونسي شارك في أعمال مسرحية وتلفزية تونسية، عُرف من خلال تأدية دور ماهر في مسلسل نوبة، وشارك سينمائيا في فيلم ربيع تونس عام 2014، وفي مسلسل أولاد الغول.